# Oldřich Šuleř
Oldřich Šuleř (1. června 1924 Ostrava – 26. ledna 2015 Ostrava) byl český spisovatel, dramatik a publicista. Vystupoval také pod literárními pseudonymy Ján Obraz, Jiří Pelíšek, J. Chabala, Jura Machýček, Cyril Krútílek, atd.

## Život
Studoval na gymnáziu v Opavě a ve Valašském Meziříčí. Jako totálně nasazený pracoval na šachtě a ve zbrojovce. Po skončení druhé světové války vystudoval právnickou fakultu UK (1949).
V roce 1949 se zúčastnil celostátní rozhlasové soutěže o nejlepší rozhlasovou hru. Soutěž vyhrál a to rozhodlo o jeho další spisovatelské dráze. Pracoval jako redaktor v rozhlasu, ředitel knihovny, šéfredaktor časopisu Červený květ a předseda ostravské pobočky Obce spisovatelů.
Byl čestným občanem města Ostravy.

## Dílo
- Letopisy v žule (1957) – knižní debut, který dokumentuje osudy čtyř generací dvou rodin na Jesenicku.
- Janíčkovi Malérečkovi (1960) – kniha inspirovaná umělcem J. Kobzáněm
- Bylina od černé žluny (1964?) – kniha o partyzánech z Beskydského kraje. Vydáno v roce 1964.
- Na srnčích nohách (1966) – kniha o partyzánech brigády Jana Žižky z Trocnova
- Inkognito (1967) – novela věnovaná Petru Bezručovi
- Je to chůze po kotárech (1989) – vyprávění o životě beskydského kraje
- Zbojnické pohádky a pověsti z Valašska (1993)
- Poklad pod jalovcem (1993)
- Paměť domova (1994) – kniha vyprávění o životě Beskyd
- Sláva a pád valašského pánbíčka (1998) – kniha inspirovaná osudy právníka a dlouholetého starosty Valašského Meziříčí JUDr. Aloise Mikyšky
- Důvěrné dialogy (2000)
- Bílý kůň ve znaku (2001) – povídání o historii a pověstech města Ostravy
- Valašský poslanec T. G. M. (2002)
- Hořela lípa, hořela (2002)
- Úhlavní přítel (2002)
- Nech sa búček zeleňá (2004)
- Laskavé podobizny (2005)
- Laskavé medailony (2007)
- Laskavá setkání (2008)
- Třetí strana mince - příběhy z černého města, jak šel čas (2008)
- Vitajte ve Valašském muzeu v přírodě (2010)
- É trli – frli aneb Kdy nastane konec světa (2011)
- Chýrný valašský muzikant Jan Pelár (2017)